# 知野公昭
知野 公昭（ちの きみあき、1971年10月14日 - ）は、千葉県君津郡袖ヶ浦町（現：袖ケ浦市）出身の元プロ野球選手（投手）。右投右打。

## 経歴
拓大紅陵高3年次に、千葉県予選決勝まで進出するが、押尾健一擁する成東高に0-1で敗退した。高校3年間で47試合に登板し、28勝6敗、防御率0.84という記録を残した。
1989年のプロ野球ドラフト会議で横浜大洋ホエールズから6位で指名を受けて入団。契約金3000万円・年俸360万円（金額は推定）と決まった。
140km/h後半のストレートが武器だったが、一軍登板までは至らずにサイドスローに転向するなどしたが、結局一軍登板のないまま1994年限りで現役を引退した。

## 詳細情報

### 年度別投手成績
- 一軍公式戦出場なし

### 背番号
- 69 （1990年 - 1992年）
- 42 （1993年 - 1994年）